# Santa Teresita (Buenos Aires)
Santa Teresita ist ein bedeutender Badeort im östlichen Argentinien, gelegen an der Atlantikküste der Provinz Buenos Aires nahe der Mündung des Río de la Plata. Der Ort hat zusammen mit dem direkt anschließenden Mar del Tuyú 19.950 Einwohner (2001), er ist damit der zweitgrößte Ort der sogenannten Atlántida Argentina, einem langgestreckten bebauten Gebiet.

## Lage
Santa Teresita liegt am Cabo San Antonio, einem langen, geraden Kap mit flacher Küste. Das Umland gehört zur Pampaebene. Das Klima ist warmgemäßigt, mit warmen Sommern, milden Wintern und häufigen Niederschlägen.

## Geschichte
Der Ort wurde 1945 gegründet. Er entwickelte sich nach der Teerung der Küstenstraße Ruta Provincial 11 schnell zu einem der beliebtesten Badeorten der Region.